# Асс Євген Вікторович
Євге́н Ві́кторович Асс (* 15 травня 1946, Москва, РРФСР) — російський архітектор і художник, професор Московського архітектурного інституту (МАРХІ).

## Біографія
У 1970 закінчив Московський архітектурний інститут (МАРХИ), після чого працював архітектором в Управлінні Моспроект-1. Член Спілки архітекторів з 1978 року. В 1978—1981 роках навчався в аспірантурі.
У 1994 році був куратором і проектувальником виставки «Московський Архітектурний Авангард» в Арт Інституті Чикаго. У тому ж році заснував незалежну проектно-дослідницьку групу «Архітектурна лабораторія». У 1995 році як художник взяв участь у Венеційському бієнале. У 1997 році відкрив власне проектне бюро «архітектори аск».
З 1989 року викладає в МАРХІ, професор з 1995 року. Керівник і викладач Майстерні Експериментального Навчального Проектування. З 1996 по 2006 роки був першим віце-президентом Союзу московських архітекторів. У 2002 році став членом Європейського Культурного Парламенту. У 2004—2006 роках був художнім керівником Російського павільйону на Бієнале архітектури у Венеції.
У червні 2011 року виступив з відкритим листом Спілці архітекторів Росії, в якому висловив обурення тим, що Спілка вступила в Загальноросійський народний фронт, не питаючи згоди членів Спілки.
У 2012 році заснував і очолив архітектурну школу МАРШ.

## Громадянська позиція
В березні 2014 року підписав листа «Ми з Вами!» КіноСоюзу на підтримку України.